# 何增禄
何增禄（1898年—1979年），浙江诸暨人。中国物理学家。

## 生平
早年考入东南大学，后在南京高等师范学院读书，任清华大学物理系助教。1929年赴美加利福尼亚理工学院研究高真空技术。1933年回国，历任山东大学、浙江大学、清华大学教授。是中国科学院学部委员。